# Aurelio Galli (calciatore)
Aurelio Galli (Milano, 8 febbraio 1947) è un ex calciatore italiano, di ruolo difensore.
Bandiera del Bari, ha disputato coi galletti pugliesi otto campionati, uno di Serie A, cinque di Serie B (con la promozione in massima serie nella stagione 1968-1969) e due in Serie C. Con 235 incontri disputati, è tuttora il nono giocatore biancorosso più presente in incontri di campionato.
In carriera ha disputato inoltre un incontro della Serie A 1966-1967 con la maglia del Bologna (successo interno sul Lanerossi Vicenza del 22 gennaio 1967).
Ha totalizzato complessivamente 19 presenze in Serie A, con all'attivo una rete (in occasione della sconfitta esterna per 4-1 del Bari contro il Verona del 7 dicembre 1969).